# مستشفى الأمير حمزة
مستشفى الأمير حمزة تأسس عام 2006 م في العاصمة الأردنية عمان، ويتسع لنحو 436 سريرا، فيما بلغت كلفة بنائه وتجهيزه 56 مليون دينار أردني (ما يقارب 75 مليون دولار).
حصل على الاعتراف من المجلس الطبي الأردني كمستشفى تعليمي في عام 2010.
وهو مستشفى حكومي يتمتع بنظام اللامركزية، ساعده هذا في توفير الأدوية والمستهلكات الطبية والأجهزة الحديثة بطرح عطاءات مباشرة، بدون انتظار ترتيبات وزارة الصحة، وكذلك الاستعانة بالخبراء والفنيين من داخل وخارج المستشفى؛ للاستفادة من خبراتهم في جميع النواحي، مثلما أسهم في تقديم خدمات طبية متميزة باستحــــداث تخصصات طبية جديدة تقوم على تقديم خدمة علاجية غير متوفرة في القطاع الصحي العام.

## الخدمات الطبية
يقدم المستشفى خدمة علاجية غير متوفرة في القطاع الصحي العام، منها عمليات القلب الجراحية، والقسطرة القلبية، والأوعية الدموية التشخيصية والعلاجية، وزراعة الكلى.